# Obrona Kut

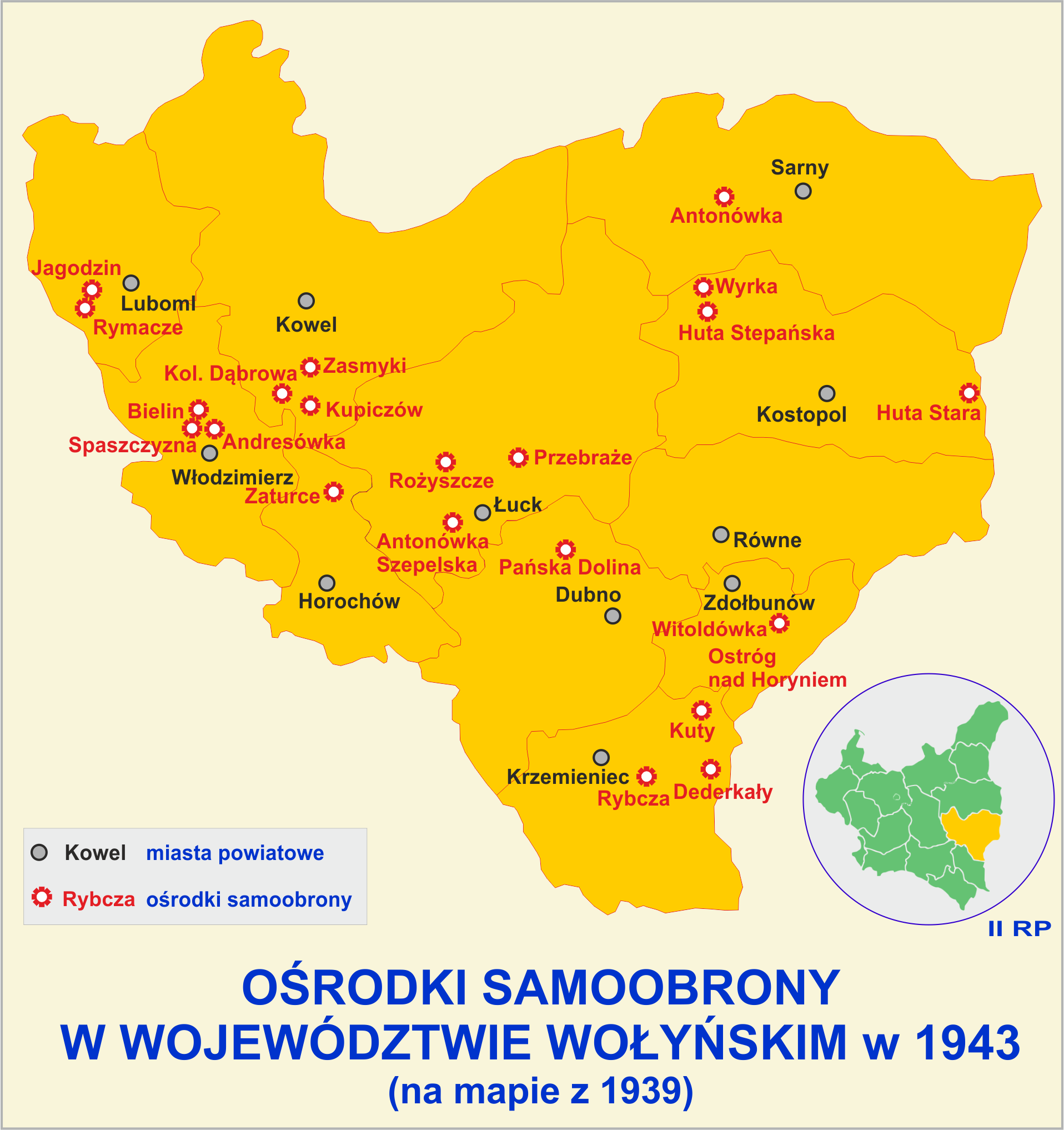
Ośrodki samoobrony w 1943 roku

Obrona Kut – walki obronne polskiej samoobrony w Kutach (Kątach) w powiecie krzemienieckim na Wołyniu z bojówkami UPA i OUN-M podczas rzezi wołyńskiej. Wieś zdołała odeprzeć atak, jednak wobec zniszczeń i braku amunicji Polacy zostali zmuszeni do jej opuszczenia. W Kutach z rąk nacjonalistów ukraińskich zginęło 67 Polaków.

## Przygotowania do obrony
Po wkroczeniu Sowietów na Wołyń, miejscowi Ukraińcy przejęli władzę i utworzyli własną milicję. Co najmniej 2 Polaków ze wsi zostało wydanych Sowietom, którzy po pobiciu wywieźli ich na Sybir. W 1941 r. gdy na tych terenach panowali Niemcy, ci sami aktywiści ukraińscy, tym razem wyznając poglądy nacjonalistyczne, byli nadal liderami społeczności ukraińskiej. 14 listopada 1942 r. został przez nich zamordowany Władysław Giżyński, były organizator Związku Strzeleckiego.
W związku z narastającymi mordami Polaków w okolicy Kut, mieszkańcy pod kierownictwem księdza Szymona Jankowskiego i organisty Edwarda Wawrzykowskiego pod koniec 1942 r. zorganizowali samoobronę. Zgromadzono 25 karabinów, kilka fuzji, kilkanaście rewolwerów i granatów. Utworzono sztab samoobrony w składzie: Jan Jasiński, Feliks Jasiński, były komendant „Strzelca” kpr. Stanisław Jasiński, Władysław Jasiński, Roman Kucharski, Edward Wawrzykowski i Stanisław Szymański.
Obronę skoncentrowano w centrum wsi w oparciu o cztery murowane budynki: kościół, plebanię, budynek Kasy Stefczyka i dom prywatny. Ustalono system obrony wzajemnego wspierania się ogniem karabinowym budynków. Od lutego 1943 r. w związku z zagrożeniem napadu mieszkańcy pobliskich futorów na noc schodzili się do centrum wsi.
2 maja 1943 r. do wsi nadeszła informacja o planowanym napadzie UPA. W związku z tym rozpoczęto intensywne przygotowania do obrony. We wsi przebywało około 2 tys. Polaków, w większości kobiet i dzieci, zmobilizowano dodatkowo 250 mężczyzn i z powodu braku broni uzbrojono ich w kosy.

## Napad

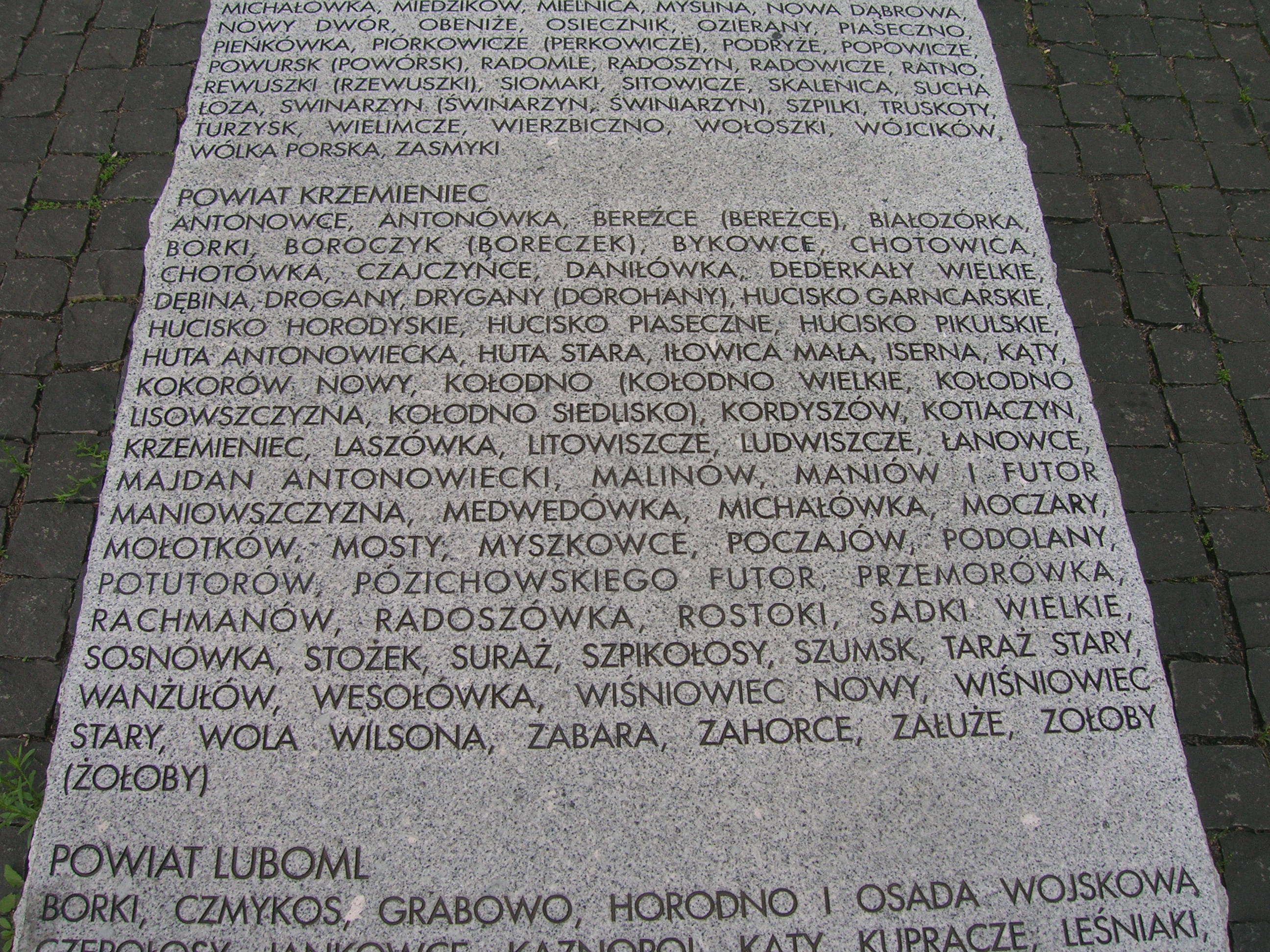
Tablica Pomnika ofiar zbrodni dokonanej na obywatelach polskich przez OUN-UPA wymieniająca Kąty

3 maja o godz. 22:20 upowcy i melnykowcy zaatakowali Kuty od północy. Napastnicy po obrabowaniu podpalali domy na skraju wsi i ostrzeliwali centrum pociskami zapalającymi. Celny ostrzał obrońców nie pozwolił Ukraińcom na sforsowanie umocnień. Około godziny 3:30 upowcy odstąpili.
Nikt z obrońców i ludności, która uciekła do centrum wsi, nie zginął. Ci natomiast, którzy nie posłuchali rozkazów samoobrony i nie zdążyli się ukryć, zostali zakłuci nożami i bagnetami. Łącznie podczas napadu zamordowano co najmniej 53 osoby.
Napadu dokonały wspólnie po wcześniejszym porozumieniu bojówki UPA pod dowództwem Iwana Kłymyszyna „Kruka” i bojówki OUN-M Mykoły Nedweźkiego „Chrona”. Uczestnik napadu Maks Skorupśkyj „Maks” po napadzie napisał: „Poczynając od naszej akcji na Kuty, dzień w dzień, zaraz po zachodzie słońca, niebo kąpało się w blasku pożogi. To płonęły polskie wsie”.

## Opuszczenie wsi
Z powodu braku amunicji postanowiono opuścić wieś i uciekać do Krzemieńca. Przed południem do wsi przybyli Niemcy i zadecydowali o ewakuacji Polaków. 4 maja pod ochroną niemiecką wspieraną przez uzbrojonych mieszkańców, ludność polska opuściła Kuty. Większość dobytku spłonęła. Udano się do Szumska, gdzie Niemcy zagarnęli dla siebie cały inwentarz żywy. Następnego dnia kolumna uchodźców, już bez niemieckiej eskorty skierowała się do Krzemieńca.
Pięciu mieszkańców wsi, którzy próbowali wrócić do domów, upowcy zamordowali na pogorzeliskach. W Kutach zginęło 67 Polaków. Wkrótce Ukraińcy rozebrali murowane domy do fundamentów i zniszczyli kościół. We wsi pozostało 12 gospodarstw ukraińskich.

## Dezinformacja UPA odnośnie do wydarzeń w Kutach
Timothy Snyder przytacza w książce The Reconstruction of Nations raport UPA, który stara się wykazać, że cała wieś Kuty została „zlikwidowana” za współpracę z Gestapo i niemieckimi władzami. Również Ewa Siemaszko podaje informacje, że ukraińska propaganda usprawiedliwiała atak na wieś rzekomą pogróżką Polaków z Kut rozstrzelania wszystkich miejscowych ukraińskich nacjonalistów.